# Typhlodromus verbenae
Typhlodromus verbenae är en spindeldjursart som beskrevs av Wu och Lan 1994. Typhlodromus verbenae ingår i släktet Typhlodromus och familjen Phytoseiidae. Inga underarter finns listade i Catalogue of Life.